# Crednerita
La crednerita es la forma mineral de un óxido de cobre y manganeso cuya composición es CuMnO2.
Su nombre alude al geólogo y mineralogista alemán Carl Friedrich Heinrich Credner (1809-1876), descubridor de este mineral en 1847.

## Propiedades
La crednerita es un mineral opaco con un color que va del gris metálico al negro hierro (blanco cremoso con luz reflejada).
De brillo metálico, es un mineral quebradizo que tiene una dureza de 4 en la escala de Mohs y una densidad de entre 4,98 y 5,34 g/cm³.
Es muy soluble en ácido clorhídrico y solo ligeramente soluble en ácido nítrico.
Cristaliza en el sistema monoclínico, clase prismática. Muestra una notable birreflectancia, con una coloración de amarillo pálido a gris parduzco.
Sus contenidos aproximados de cobre y manganeso son del 42% y 37% respectivamente.

## Morfología y formación
La crednerita puede presentarse como láminas simples estriadas de hasta 6 cm.
En otras ocasiones aparece como agregados en forma de abanico o masas hemisféricas de placas; también como revestimientos terrosos o con hábito masivo. Los intercrecimientos polisintéticos y en forma de mosaico observados posiblemente están causados por formación de maclas, dando lugar a ejemplares pseudohexagonales por rotación alrededor de (411).
La crednerita es un mineral secundario, probablemente indicativo de un entorno reductor. Aparece asociado a psilomelana, hausmannita, malaquita, volborthita, barita, calcita y groroilita.

## Yacimientos
La localidad tipo de la crednerita es la mina Glücksstern, en Friedrichroda (Turingia, Alemania), antigua mina de hierro y manganeso cerrada en 1855.
En Alemania también, aunque en el estado de Renania-Palatinado, hay depósitos en Müsen y Wülfrath.
Italia cuenta con yacimientos en Rochetta di Vara y Ne (Liguria), mientras que en España se ha encontrado crednerita en la mina Les Ferreres (Rocabruna, Cataluña).
Estados Unidos tiene diversos depósitos como los de sierra de la Mula (Arizona), sierra Mayacamas (California), cañón del Hombre Muerto (Nuevo México) y lago Crescent (Washington).
En México hay crednerita en la localidad de Santa Rosalía, en el norte del estado de Baja California Sur.